# Pierre Sirgue
Pour les articles homonymes, voir Sirgue.
Pierre Sirgue, né le 18 décembre 1954 à Aire-sur-l'Adour (Landes), est un avocat et homme politique français.
Il est ancien député de la Gironde et conseiller municipal de Bordeaux.
Il est le cousin germain de Pierrette Le Pen.
Sa fille Scarlett-Lauren Sirgue a été fiancée au prince Louis de Luxembourg.

## Biographie

### Formation
Pierre Sirgue est diplômé d'études supérieures spécialisées en droit de la santé.

### Carrière professionnelle
Avocat de profession, il exerce aux barreaux de Bordeaux et de Paris.

### Carrière politique
Élu député de Gironde au scrutin proportionnel de liste aux élections législatives françaises de 1986, il adhère avec d'autres membres du FN au groupe du Rassemblement national à l'Assemblée nationale. Il en est le benjamin.
Aux élections législatives de 1993, il met Jacques Chaban-Delmas en ballottage dans la deuxième circonscription de la Gironde ; mais ce dernier est largement réélu au second tour. Le taux d'abstention fut de 37,64 % au premier tour, et de 43,55 % au deuxième tour
| Candidat       | Candidat                            | Parti          | Premier tour | Premier tour | Second tour | Second tour |  |
| Candidat       | Candidat                            | Parti          | Voix         | %            | Voix        | %           |  |
| -------------- | ----------------------------------- | -------------- | ------------ | ------------ | ----------- | ----------- |  |
|                | Jacques Chaban-Delmas sortant réélu | RPR (UPF)      | 12 861       | 41,67        | 18 346      | 75,10       |  |
|                | Pierre Sirgue                       | FN             | 3 927        | 12,72        | 6 084       | 24,90       |  |
|                | Daniel Jault                        | PS (ADFP)      | 3 885        | 12,59        |             |             |  |
|                | Pierre Hurmic                       | GÉ (EÉ)        | 3 287        | 10,65        |             |             |  |
|                | Daniel Fedou                        | Divers         | 1 818        | 5,89         |             |             |  |
|                | Claude Mellier                      | PCF            | 1 787        | 5,79         |             |             |  |
|                | François Tournier                   | MRG            | 1 426        | 4,62         |             |             |  |
|                | Micheline Guérini                   | LT-LNÉ         | 692          | 2,24         |             |             |  |
|                | Jean-Pierre Roche                   | Divers         | 671          | 2,17         |             |             |  |
|                | Bernard Couturier                   | LCR            | 426          | 1,38         |             |             |  |
|                | Laurent Sinck                       | PLN            | 85           | 0,28         |             |             |  |
|                |                                     |                |              |              |             |             |  |
| Inscrits       | Inscrits                            | Inscrits       | 52 059       | 100,00       | 52 059      | 100,00      |  |
| Abstentions    | Abstentions                         | Abstentions    | 19 619       | 37,69        | 22 681      | 43,57       |  |
| Votants        | Votants                             | Votants        | 32 440       | 62,31        | 29 378      | 56,43       |  |
| Blancs et nuls | Blancs et nuls                      | Blancs et nuls | 1 575        | 4,86         | 4 948       | 16,84       |  |
| Exprimés       | Exprimés                            | Exprimés       | 30 865       | 95,14        | 24 430      | 83,16       |  |

Il se représente dans la même circonscription aux élections législatives de 1997 (les dimanches 25 mai et 1er juin 1997), mais est cette fois-ci éliminé dès le premier tour par Alain Juppé et son adversaire socialiste Gilles Savary. Le taux d'abstention fut de 35,87 % au premier tour.
Il quitte le FN en 1997, adhère à l'UMP[réf. nécessaire] par la suite et abandonne définitivement la politique pour se consacrer uniquement à l'exercice de sa profession.